# Мустафаев, Ага Мамед оглы
 Ага Мамед оглы Мустафаев  (азерб. Ağa Məmməd oğlu Mustafayev; род. 9 мая 1942, Амасийский район, Армянская ССР) — азербайджанский учёный, доктор химических наук, профессор.

## Биография
Ага Мустафаев родился 9 мая 1942 года в селе Магараджук Амасийского района Армянской ССР. Окончил фармацевтический факультет Азербайджанского государственного медицинского института.
Ага Мустафаев — профессор кафедры органической химии Бакинского Государственного Университета.
Профессор Ага Мустафаев работает заведующим лабораторией в Институте полимерных материалов НАНА.

## Научная деятельность
В результате исследований А. Мустафаевым разработаны научные основы целенаправленного синтеза новых полибромсодержащих функциональнозамещенных бициклических и алициклических соединений, обладающих высокоэффективными антиприрующими свойствами и биологической активностью. А. Мустафаев изучил основные закономерности реакции и факторы, определяющие реакционную способность изученных диен-диенофильных пар.
Им разработаны научные основы метода целенаправленного синтеза новых полибром(хлор)содержащих огнестойких ненасыщенных полиэфиров бициклического и алициклического строения на основе ангидридов бициклогептен- и трициклоундецендикарбоновых кислот, гликолей, содержащие в молекуле полиметиленовые и этиленоксидные группы, малеиновый ангидрид, (мет)акриловую кислоты; синтезированы галогенсодержащие эпоксидные и эпокси(мет)акрилатные олигомеры алифатического строения; изучены кинетические закономерности процессов; на основе синтезированных олигомеров приготовлены и испытаны негорючие композиционные материалы.
Ага Мустафаев — автор 143 опубликованных научных статей, 18 авторских свидетельств и патентов.
Под его руководством подготовлено 5 кандидатов наук.

## Награды
- Орден «За службу Отечеству» III степени (20 ноября 2019 года) — по случаю 70-летия города Сумгайыт и за заслуги в социально-экономическом развитии города[1]

## Избранные научные труды
- А. М. Мустафаев, О. Б. Абдыев, А. Д. Алиев, Н. Б. Муталлимова. Радикальная сополимеризация метил-2-хлоракрилата с карбонилсодержащими фенилметакрилатами (недоступная ссылка — история) // Высокомолекулярные соединения. — 2008. — Т. 50. — С. 1559—1562.
- A. M. Мустафаев, И. А. Гусейнов, Н. Я. Ищенко, С. Г. Мустафаев, Н. Р. Бекташи, A. M. Караева. Модификация эпоксидиановых смол с ненасыщенными полиэфирами // Пластические массы. — 2008. — С. 8—9.
- A. M. Мустафаев, Н. А. Алекперов, С. Дж. Муршудова, Н. Б. Арууманова. Гибридные матричные композиции на основе диановой смолы ЭД-20 и трехлучевого триглицидилового олигоэфира // Пластические массы. — 2008. — С. 20—22.
- A. M. Mustafaev, A. M. Magerramov, G. Kh. Velieva, S. D. Murshudova and M. A. Allakhverdiev. Diels-Alder reaction of para-substituted allyl and 2-propynyl benzoates with hexabromo- and tetrabromo-5,5-dimethoxy- 1,3-cyclopentadienes (недоступная ссылка — история) (англ.) // Russian Journal of Organic Chemistry. — Vol. 40. — P. 1274—1278.
- A. M. Mustafaev, A. M. Magerramov, G. Kh. Velieva, S. D. Murshudova and M. A. Allakhverdiev. Polybromocyclopentadienes in Diels-Alder Reactions. Reactions of Hexabromo- and 5,5-Dimethoxytetrabromo-1,3-cyclopentadienes with para-Substituted Allyl Benzoates (недоступная ссылка — история) (англ.) // Russian Journal of Organic Chemistry. — Vol. 40. — P. 482—488.
- A. M. Mustafaev, N. M. Seidov, R. Sh. Kuliev, A. I. Abasov, T. M. Abasova and V. A. Bairamov. Production of high-v.i. oils by thermal decomposition of ethylene/propylene copolymer (недоступная ссылка — история) (англ.) // Chemistry and Technology of Fuels and Oils. — Springer New York Consultants Bureau. — Vol. 18. — P. 10—13.
- A. M. Mustafaev, R. Sh. Kuliev, N. I. Seidov, A. I. Abasov, T. M. Abasova, R. Z. Gasanova. Viscosity index improver based on products from thermal decomposition of ethylene /propylene copolymer (англ.) // Chemistry and Technology of Fuels and Oils. — Springer New York Consultants Bureau, 1982. — Vol. 17. — P. 650—651. — ISSN 0009-3092.